# Dichagyris celebrata
Dichagyris celebrata är en fjärilsart som beskrevs av Alphéraky 1897. Dichagyris celebrata ingår i släktet Dichagyris och familjen nattflyn. Inga underarter finns listade i Catalogue of Life.